# Eagleman Ironman 70.3

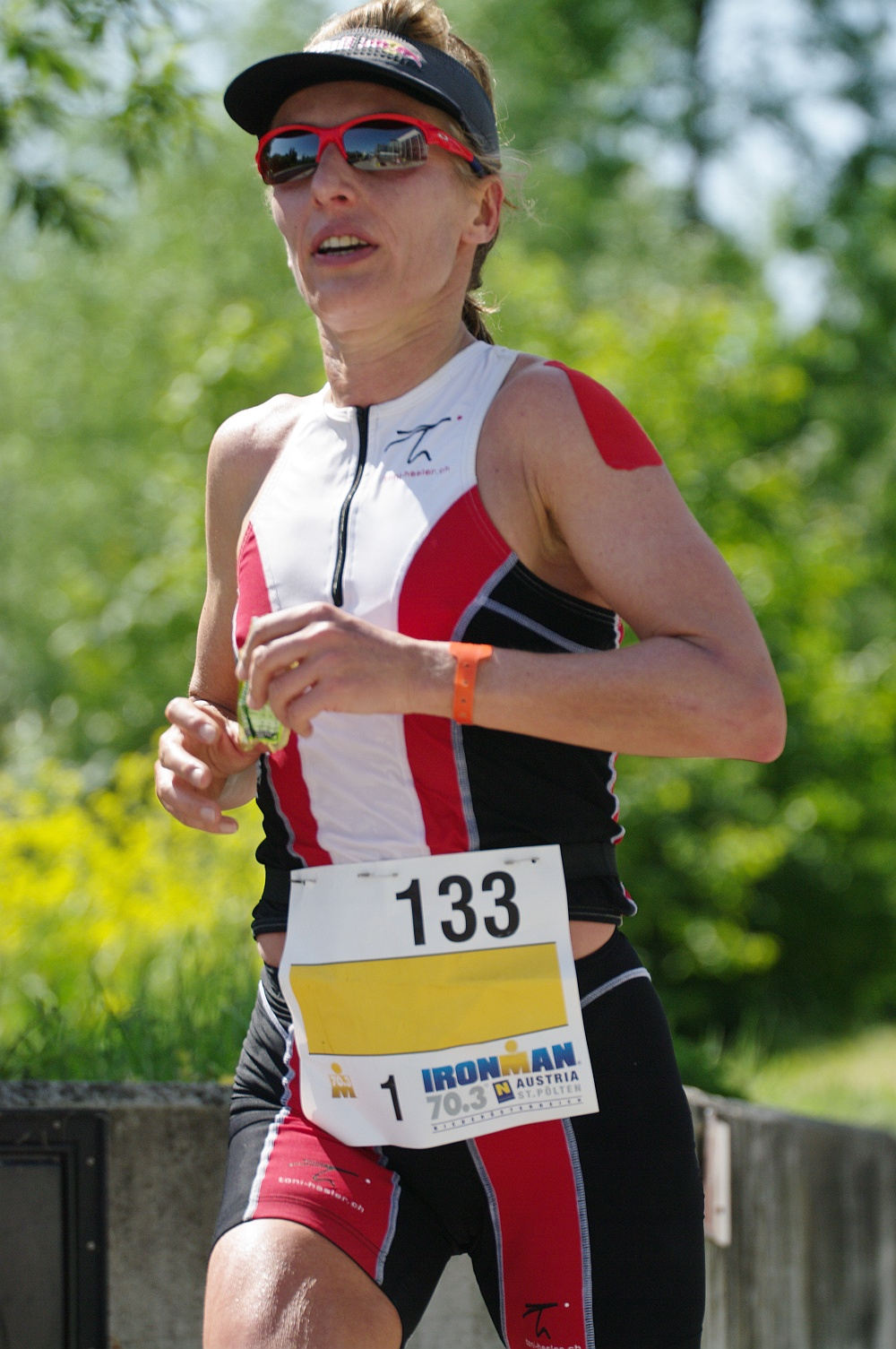
Die Schweizerin Natascha Badmann – fünfmalige Siegerin (2002, 2004, 2005, 2006 und 2007)

Der Eagleman Ironman 70.3 ist ein jährlich stattfindender Triathlon-Bewerb in Cambridge (Maryland).
Er ist seit 2006 Teil der Ironman-70.3-Triathlon-Rennserie der World Triathlon Corporation (WTC), einem Tochterunternehmen der chinesischen Wanda Group.

## Organisation
Seit 1980 findet hier jährlich im Juni ein Triathlon-Bewerb statt. Veranstaltet wurden die Rennen bis 1992 durch Fletcher Hanks – dem Sohn des Comic-Zeichners Fletcher Hanks.

Von 1980 an wurde hier der Oxford Triathlon ausgetragen. Der US-Amerikaner Russ Jones, Sieger der Erstaustragung 1981, ist noch heute als Altersklassen-Athlet erfolgreich.
1990 wurde der Bewerb umbenannt in The Endurance. 1996 wurde kein Rennen ausgetragen. Von 2006 an zahlte der Veranstalter Columbia Triathlon Association Lizenzgebühren an die WTC, um deren Markenzeichen Ironman 70.3 im Veranstaltungsnamen zu nutzen. 2014 gab die damals noch zum Private-Equity-Unternehmen Providence Equity Partners und seit 2015 zur chinesischen Wanda Group zugehörigen WTC den Kauf der Veranstaltung bekannt, seither erfolgt die Organisation durch die WTC.
2009 waren hier mehr als 1700 Athleten am Start. Der letzte Bewerb hier in Cambridge fand am 12. Juni 2022 statt.

## Streckenverlauf
Die Schwimmstrecke von 1,9 km verläuft durch die Atlantikmündung des Choptank River. Die Raddistanz verläuft über 90 km durch den Blackwater-Nationalpark.

## Siegerliste
| Datum/Jahr    | Männer              | Männer                   | Männer            | Frauen                 | Frauen             | Frauen                  |
| Datum/Jahr    | Erster Platz        | Zweiter Platz            | Dritter Platz     | Erster Platz           | Zweiter Platz      | Dritter Platz           |
| ------------- | ------------------- | ------------------------ | ----------------- | ---------------------- | ------------------ | ----------------------- |
| 2026          |                     |                          |                   |                        |                    |                         |
| 8. Juni 2025  | Sam Long            | Trevor Foley             | Matthew Collins   | Lucy Charles-Barclay   | Chelsea Sodaro     | Grace Alexander         |
| 9. Juni 2024  | Scott Mingay        | Ezra Swell               | Drew Nesbitt      | Kathryn Donohue        | Katie Rodger       | Ava Warfel              |
| 2023          | Christopher Naimoli | Matthew Dochnal          | Cédric Laliberté  | Kerry Girona           | Ava Warfel         | Corinne Mouw            |
| 12. Juni 2022 | Cody Beals -4-      | Justin Metzler           | Andy Potts        | Sarah True             | Tamara Jewett      | Sophie Watts            |
| 13. Juni 2021 | Jonathan Staton     | Alejandro Garcia Sanchez | Conor Bollinger   | Bridget Foote          | Elizabeth Heinbach | Dana Glodek             |
| 9. Juni 2019  | Joseph Gambles      | Cody Beals               | Adam Feigh        | Danielle Dingman       | Rachel Olson       | Nicky Luse              |
| 10. Juni 2018 | Cody Beals -3-      | Adam Otstot              | Tim Rea           | Stephanie Roy          | Jodie Robertson    | Holly Benner            |
| 11. Juni 2017 | Sam Appleton        | Cody Beals               | Matthew Russell   | Lindsey Jerdonek       | Alissa Doehla      | Dede Griesbauer         |
| 12. Juni 2016 | Cody Beals -2-      | Adam Otstot              | Thomas Gerlach    | Carrie Lester          | Beth Shutt         | Lauren Capone           |
| 14. Juni 2015 | Cody Beals          | Jordan Rapp              | Barrett Brandon   | Sarah Haskins          | Heather Leiggi     | Sarah Piampiano         |
| 8. Juni 2014  | Andrew Starykowicz  | Timothy O’Donnell        | Leon Griffin      | Heather Wurtele        | Caitlin Snow       | Rachel McBride          |
| 9. Juni 2013  | Andy Potts          | James Cunnama            | Viktor Zyemtsev   | Angela Naeth           | Laura Bennett      | Amber Ferreira          |
| 10. Juni 2012 | Craig Alexander     | Greg Bennett             | TJ Tollakson      | Meredith Kessler       | Margaret Shapiro   | Kristin Andrews         |
| 12. Juni 2011 | TJ Tollakson -2-    | Richie Cunningham        | Stanislav Krylov  | Mirinda Carfrae -2-    | Tyler Stewart      | Samantha Warriner       |
| 13. Juni 2010 | Terenzo Bozzone -2- | James Cotter             | Andrew Yoder      | Samantha Warriner      | Samantha McGlone   | Michellie Jones         |
| 14. Juni 2009 | Terenzo Bozzone     | Richie Cunningham        | Michael Lovato    | Mirinda Carfrae        | Natascha Badmann   | Desirée Ficker          |
| 8. Juni 2008  | Paul Amey           | Terenzo Bozzone          | Richie Cunningham | Joanna Zeiger          | Dede Griesbauer    | Kelly Handel Williamson |
| 10. Juni 2007 | TJ Tollakson        | Richie Cunningham        | Viktor Zyemtsev   | Natascha Badmann -5-   | Mirinda Carfrae    | Pip Taylor              |
| 11. Juni 2006 | Chris Legh -2-      | Kieran Doe               | Leon Griffin      | Natascha Badmann -4-   | Leanda Cave        | Desirée Ficker          |
| 2005          | Luke Bell -2-       | Viktor Zyemtsev          |                   | Natascha Badmann -3-   |                    | Mirinda Carfrae         |
| 2004          | Chris Legh          | Courtney Ogden           |                   | Natascha Badmann -2-   |                    | Desirée Ficker          |
| 2003          | Luke Bell           |                          |                   | Lori Bowden            |                    |                         |
| 2002          | Tim DeBoom          |                          |                   | Natascha Badmann       |                    |                         |
| 2001          | Benjamin Hastings   | George Newsome           | Timothy R. Monaco | Andrea Fisher -2-      | Amy Farrell        | Kirstie Kniaziew        |
| 2000          | Lukas Zgraggen      |                          |                   | Andrea Fisher          |                    |                         |
| 1999          | Rob Hacker          | Cristián Bustos          |                   | Martha Sorensen        |                    |                         |
| 1998          | Troy Jacobson -3-   |                          |                   | Lee DiPietro           |                    |                         |
| 1997          | Troy Jacobson -2-   |                          |                   | Joanna Zeiger          |                    |                         |
| 1995          | George Altieri -2-  |                          |                   | Dolly Ginter           |                    |                         |
| 1994          | George Altieri      |                          |                   | Bea Marie Fritsch      |                    |                         |
| 1993          | Troy Jacobson       |                          |                   | Claudia Kretschman -3- |                    |                         |
| 1992          | Edward Boggess -2-  |                          |                   | Claudia Kretschman -2- |                    |                         |
| 1991          | Ken Glah            |                          |                   | Claudia Kretschman     |                    |                         |
| 1990          | David Dia           |                          |                   | Jody Schmidt           |                    |                         |
| 1989          | Edward Boggess      |                          |                   | Jane Newell            |                    |                         |
| 1988          | Jeff Devlin         |                          |                   | Terri Haber            |                    |                         |
| 1987          | Steve Fitch         |                          |                   | Tina Lipe              |                    |                         |
| 1986          | Paul Huddle         |                          |                   | Elizabeth Bulman       |                    |                         |
| 1985          | Scott Molina        |                          |                   | Colleen Cannon         |                    |                         |
| 1984          | Kurt Madden         |                          |                   | Lyn Brooks -4-         |                    |                         |
| 1983          | Dean Harper         |                          |                   | Lyn Brooks -3-         |                    |                         |
| 1982          | Dave Horning        |                          |                   | Lyn Brooks -2-         |                    |                         |
| 1981          | Russ Jones          |                          |                   | Lyn Brooks             |                    |                         |